# Rajnandgaon
Rajnandgaon è una suddivisione dell'India, classificata come municipal corporation, di 143.727 abitanti, capoluogo del distretto di Rajnandgaon, nello stato federato del Chhattisgarh. In base al numero di abitanti la città rientra nella classe I (da 100.000 persone in su).

## Geografia fisica
La città è situata a 21° 6' 0 N e 81° 1' 60 E e ha un'altitudine di 307 m s.l.m..

## Società

### Evoluzione demografica
Al censimento del 2001 la popolazione di Rajnandgaon assommava a 143.727 persone, delle quali 72.964 maschi e 70.763 femmine. I bambini di età inferiore o uguale ai sei anni assommavano a 18.232, dei quali 9.343 maschi e 8.889 femmine. Infine, coloro che erano in grado di saper almeno leggere e scrivere erano 104.517, dei quali 58.188 maschi e 46.329 femmine.